# Mass Transit Railway

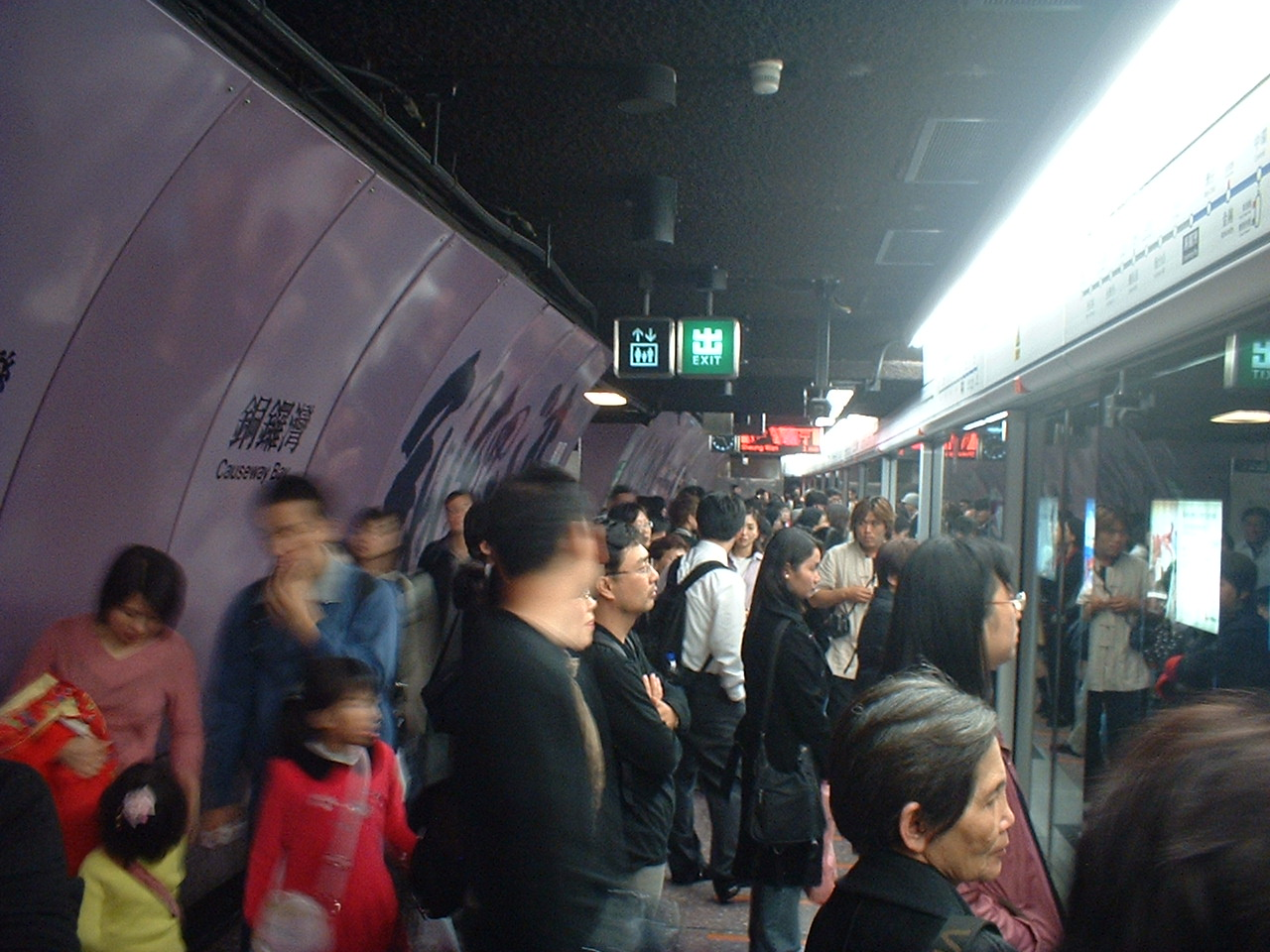
Station Causeway Bay

Mass Transit Railway, kurz: MTR (chinesisch 港鐵 / 港铁, Pinyin Gǎngtiě, Jyutping Gong2tit3 – „[Hong-]Kong-Eisen[-bahn]“, von 1979–2007: 香港地鐵 / 香港地铁,  Xiānggǎng Dìtiě, Jyutping Hoeng1gong2 Dei6tit3 – „Hongkonger U-Bahn“), ist die Bezeichnung des U-Bahn-Systems von Hongkong. Die erste Strecke, die Kwun Tong Line, wurde 1979 eröffnet. Das Netz wird von MTR Corporation (MTRC) betrieben. Die Aktien dieser im Oktober 2000 privatisierten Gesellschaft werden an der Hongkonger Börse gehandelt und sind im Hang Seng Index gelistet.
Im Jahr 2007 vergrößerte sich das System erheblich, als durch die Fusion mit der Kowloon-Canton Railway (KCR) die Vorortlinien West Rail und East Rail sowie das straßenbahnähnliche Light-Rail-Netz integriert wurden. Heute (Stand 2018) umfasst das Streckennetz zusammen elf Linien mit insgesamt 113 Haltestellen (davon 99 U-Bahn) und einer Gesamtlänge von etwa 231 km. Werktags befördert die MTR durchschnittlich zirka 5,76 Mio. Fahrgäste. Seit der Fusionierung 2007 wird der gesamte Bahnverkehr Hongkongs von der MTR Corporation betrieben, außer die Straßenbahnlinien der Hong Kong Tramways an der Nordküste Hong Kong Islands.
Die MTR gehört zu den Gründungsmitgliedern des U-Bahn-Benchmarking-Systems Community of Metros.

## Liniennetz
Das MTR-Netz besteht aus den folgenden Linien:
| Name                   | Farbe     | Strecke                         | Ausbau | Eröffnung     | Länge   | Haltest. | Fahrzeit 2 | Depot              | Spurw.  | Strom     | Leitzentrale       |
| Heavy-Rail-Netz        |           |                                 |        |               |         |          |            |                    |         |           |                    |
| ---------------------- | --------- | ------------------------------- | ------ | ------------- | ------- | -------- | ---------- | ------------------ | ------- | --------- | ------------------ |
| East Rail Line 1       | Hellblau  | Admiralty ↔ Lo Wu/Lok Ma Chau   | N/A    | 1. Okt. 1910  | 47,5 km | 16       | 45/50 min  | Ho Tung Lau        | 1435 mm | AC 25000V | Tsing Yi           |
| Kwun Tong Line         | Grün      | Whampoa ↔ Tiu Keng Leng         | N/A    | 1. Okt. 1979  | 18,4 km | 17       | 35 min     | Kowloon Bay        | 1432 mm | DC 1500V  | Tsing Yi           |
| Tsuen Wan Line         | Rot       | Tsuen Wan ↔ Central             | N/A    | 17. Mai 1982  | 16 km   | 16       | 30 min     | Tsuen Wan          | 1432 mm | DC 1500V  | Tsing Yi           |
| Island Line            | Blau      | Kennedy Town ↔ Chai Wan         | N/A    | 31. Mai 1985  | 16,3 km | 17       | 34 min     | Chai Wan           | 1432 mm | DC 1500V  | Tsing Yi           |
| Tung Chung Line        | Orange    | Hong Kong ↔ Tung Chung          | 2026   | 21. Jun. 1998 | 31,1 km | 8        | 27 min     | Siu Ho Wan         | 1432 mm | DC 1500V  | Tsing Yi           |
| Airport Express        | Türkis    | Hong Kong ↔ AsiaWorld-Expo      | N/A    | 6. Juli 1998  | 35,2 km | 5        | 28 min     | Siu Ho Wan         | 1432 mm | DC 1500V  | Tsing Yi           |
| Tseung Kwan O Line     | Violett   | North Point ↔ Po Lam/LOHAS Park | 2026   | 18. Aug. 2002 | 11,9 km | 8        | 15/20 min  | LOHAS Park         | 1432 mm | DC 1500V  | Tsing Yi           |
| Tuen Ma Line           | Braun     | Wu Kai Sha ↔ Tuen Mun           | N/A    | 20. Dez. 2003 | 56,2 km | 27       | 16 min     | Tai Wai, Pat Heung | 1435 mm | AC 25000V | Tsing Yi           |
| Disneyland Resort Line | Lila      | Sunny Bay ↔ Disneyland Resort   | N/A    | 1. Aug. 2005  | 3,3 km  | 2        | 4,5 min    | Siu Ho Wan         | 1432 mm | DC 1500V  | Tsing Yi/Sunny Bay |
| South Island Line      | Hellgrün  | Admiralty ↔ South Horizons      | N/A    | 28. Dez. 2016 | 7,4 km  | 5        | 11 min     | Wong Chuk Hang     | 1435 mm | DC 1500V  | Tsing Yi           |
| Light-Rail-Netz        |           |                                 |        |               |         |          |            |                    |         |           |                    |
| Light Rail (12 Linien) | Olivegrün | divers                          | N/A    | 18. Sep. 1988 | 36,2 km | 68       | divers     | Tuen Mun           | 1435 mm | DC 750V   | Tuen Mun           |

Liniennetzplan

Die älteste Linie ist die East Rail Line. Sie verlief von East Tsim Sha Tsui in Kowloon nach Lo Wu bzw. Lok Ma Chau in den New Territories und wurde durch die Übernahme der KCRC (Kowloon-Canton Railway Corporation) 2008 zusammen mit der West Rail Line und der Ma On Shan Line Teil der MTR. Im August 2009 wurde die Strecke bis Hung Hom verkürzt. Die Station East Tsim Sha Tsui wird nun von der West Rail Line bedient.
Die Kwun Tong Line verläuft auf ihrer gesamten Länge in Kowloon. Die Tsuen Wan Line führt von der Station Central auf der Insel Hongkong durch das Zentrum von Kowloon in den nordwestlichen Stadtteil Tsuen Wan.
Die Island Line erschließt die dicht besiedelten Gebiete entlang der Nordküste der Insel Hongkong.
Der Airport Express und die Tung Chung Line beginnen beide auf der Insel Hongkong, durchqueren den Westen von Kowloon und erreichen gemeinsam die Insel Lantau; dort verzweigen sie sich und führen zum Hong Kong International Airport und zum Wohngebiet Tung Chung.
Die Tseung Kwang O Line verbindet die Insel Hongkong mit dem Osten von Kowloon und befährt dabei den östlichen Hafentunnel.
Die South Island Line erschließt den eher dünn besiedelten südlichen Teil der Hongkong Insel. Durch die Umsteigemöglichkeit in Admiral ist dieser Teil nun komplett an das Liniennetz angeschlossen.
Noch immer im Planungsstadium befindet sich die West Island Line, die den Westen der Insel Hongkong erschließen soll.

## Geschichte

### Erste Planungen

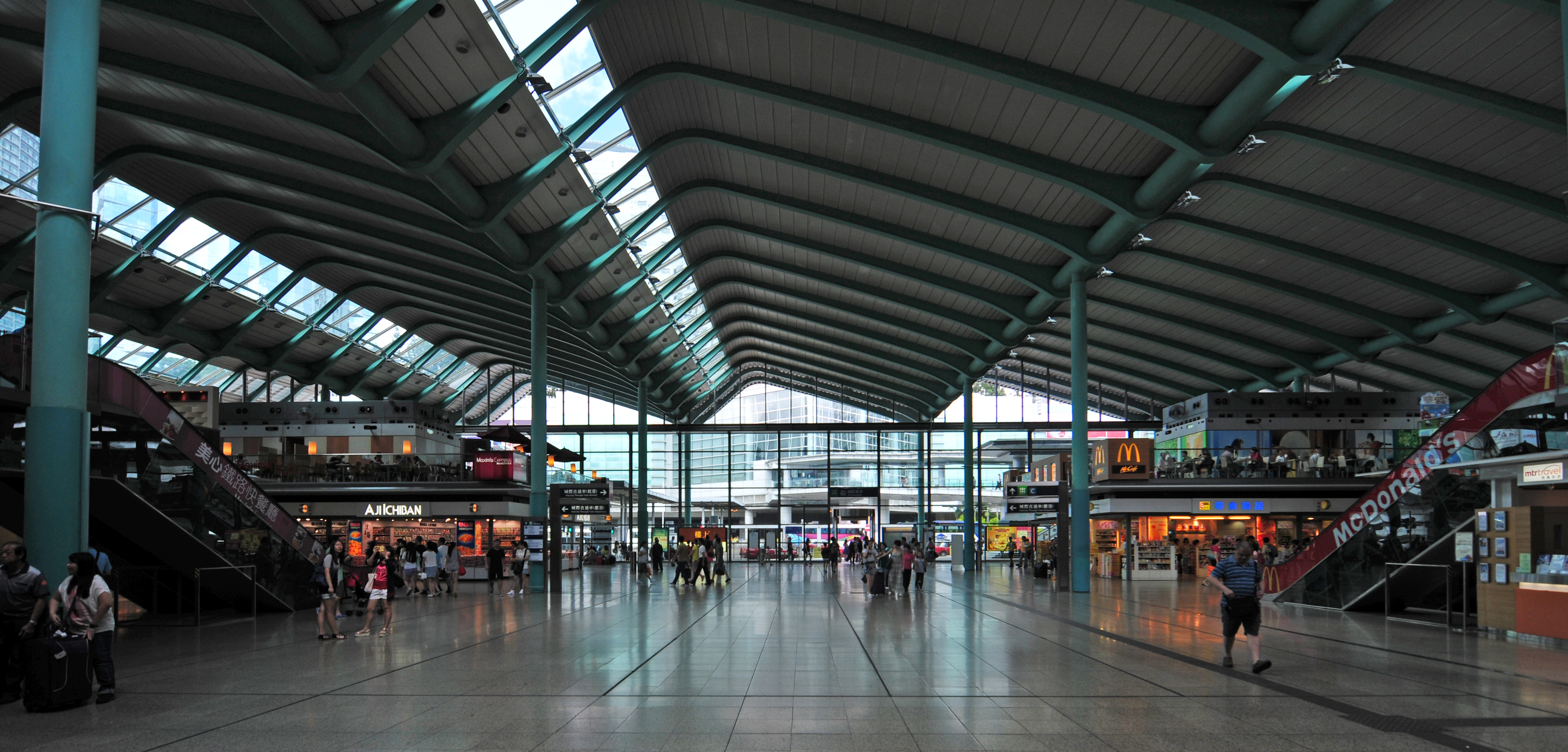
Station Hung Hom

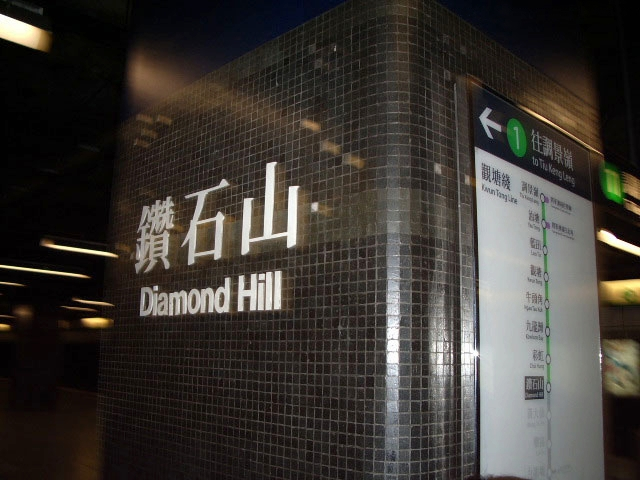
Station Diamond Hill

Die Regierung von Hongkong ging während der 1960er-Jahre davon aus, dass das Verkehrsaufkommen aufgrund des starken Wirtschaftswachstums stark ansteigen würde. Sie beauftragte die britischen Beratungsfirma Freeman, Fox, Wilbur Smith & Associates, eine Studie über das zukünftige Verkehrssystem für Hong Kong auszuarbeiten. Das Unternehmen veröffentlichte im September 1967 die „Hong Kong Mass Transport Study“, in der es den Bau eines unterirdischen Massenverkehrsmittels vorschlug.
1970 wurden in einer Fortsetzungsstudie mit dem Titel „Hong Kong Transit: Further Studies“ vier Linien vorgeschlagen, die Kwun Tong Line, die Tsuen Wan Line, die Island Line und die East Kowloon Line. Die MTR-Linien haben ihren Namen von der Planungsphase bis heute beibehalten, allerdings weicht die Routenführung aus den Entwürfen von der heutigen ab.
1972 erteilte die Regierung von Hong Kong die Genehmigung, ein 20 Kilometer langes Grundnetz (initial system) zu bauen, bestehend aus dem größten Teil der heutigen Kwun Tong Line. Die Verhandlungen mit vier großen Baukonsortien begannen 1973. Die Absicht der Regierung war es, das gesamte Projekt in einem Stück und zu einem festgelegten Preis zu vergeben. Ein Konsortium aus Japan unterzeichnete zu Beginn des Jahres 1974 eine Vereinbarung, zog sich dann aber im Dezember desselben Jahres wieder zurück.

### Veränderungen am Grundnetz

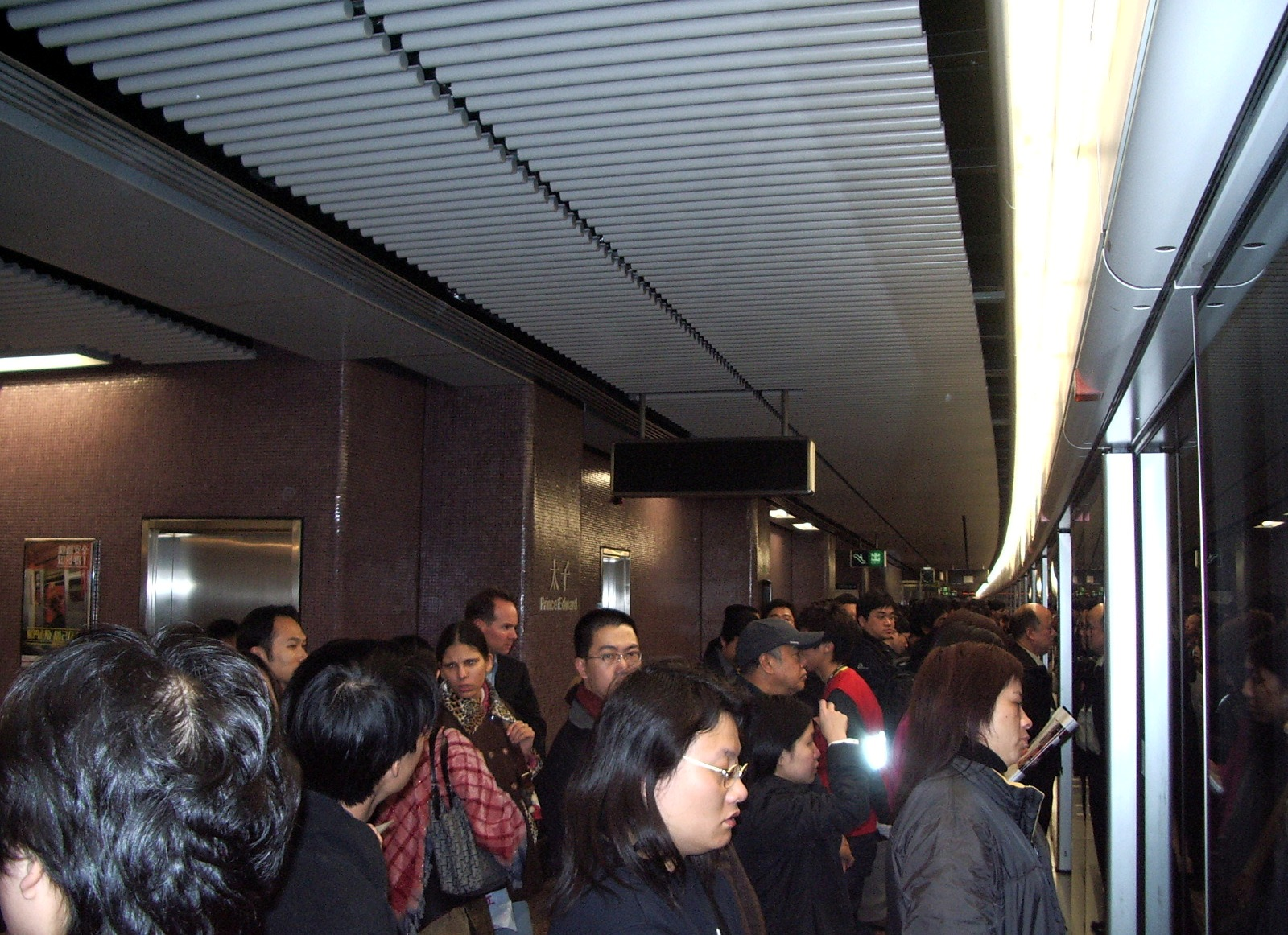
Station Prince Edward

Einige Wochen später, zu Beginn des Jahres 1975, wurde eine Dienststelle mit dem Namen Mass Transport Provisional Authority geschaffen, um die Verantwortung über das Projekt zu übernehmen. Sie kündigte an, dass das Grundnetz auf 15,6 Kilometer verkürzt und den Namen Modified Initial System tragen würde. Die Absicht, die Ausführung an ein einziges Konsortium zu übertragen, wurde fallen gelassen. Stattdessen wurden 25 verschiedene Bauverträge abgeschlossen sowie zehn Verträge für Elektrik und Mechanik. Zusätzlich wurde die staatliche Hong Kong Mass Transit Railway Corporation (MTRC) gegründet, die die Mass Transport Provisional Authority ablöste.
Der Baubeginn des modifizierten Grundnetzes erfolgte im November 1975. Am 1. Oktober 1979 nahm die Kwun Tong Line ihren Betrieb zwischen den Haltestellen Shek Kip Mei und Kwun Tong auf. Diese Linie wurde teils unterirdisch teils oberirdisch auf einem Viadukt errichtet, was erheblich Kosten ersparte. Bereits am 31. Dezember 1979 konnte die Strecke von Shek Kip Mei bis Tsim Sha Tsui verlängert werden. Am 12. Februar 1980 folgte eine weitere Verlängerung unter dem Hafenbecken hindurch zur Station Chater (heute Central) auf der Insel Hongkong.

### Tsuen Wan Line

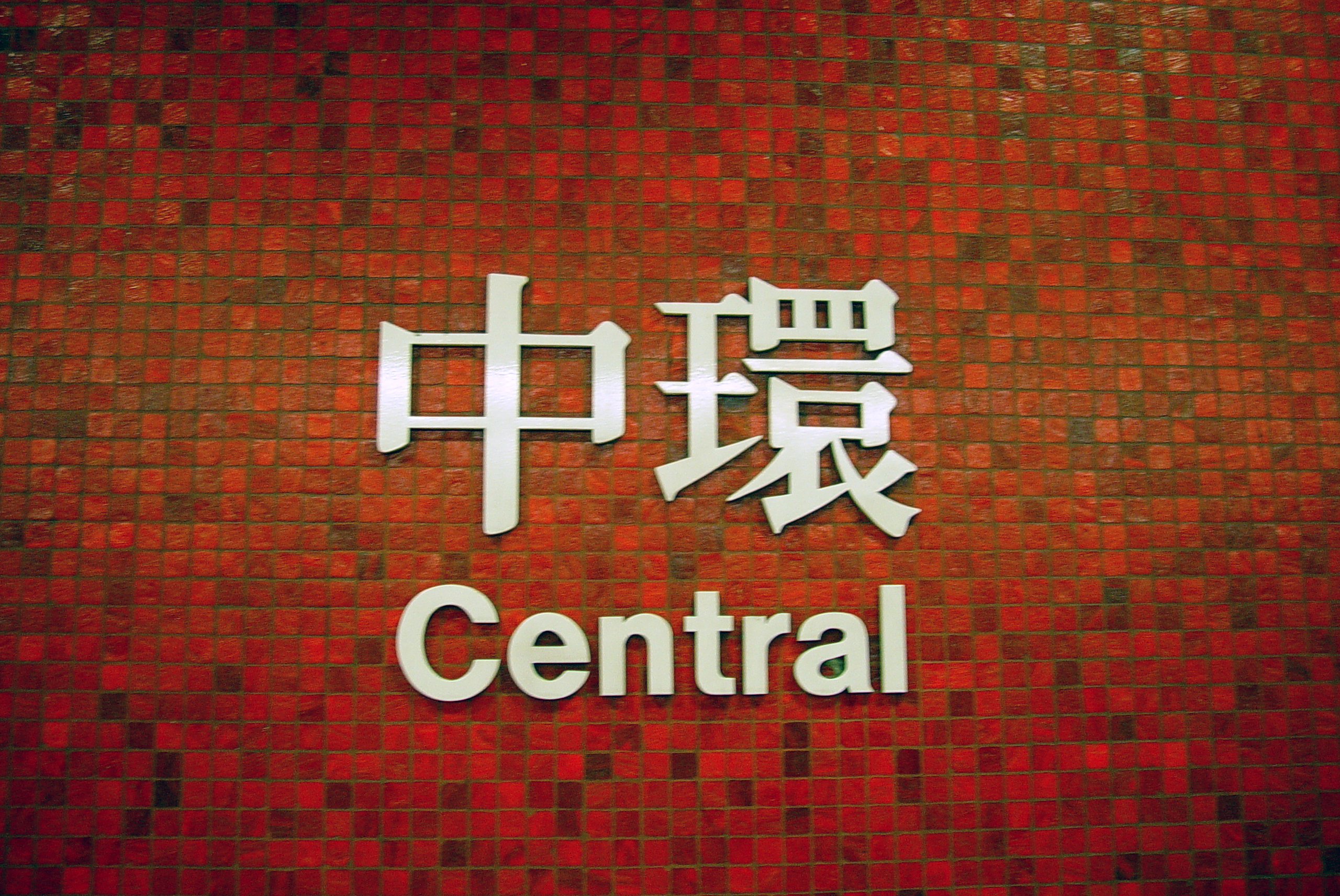
Station Central

Im Jahr 1977 genehmigte die Regierung den Bau der Tsuen Wan Line (damals als Tsuen Wan Extension bezeichnet); die Bauarbeiten begannen im November 1978. Dieses Projekt fügte ein 10,5 Kilometer langes Teilstück von Prince Edward nach Tsuen Wan zum MTR-System hinzu. Die Kosten beliefen sich auf 4,1 Milliarden Hongkong-Dollar.
Als diese Strecke am 10. Mai 1982 den Betrieb aufnahm, wurde die bereits bestehende Strecke zwischen den Stationen Chater (heute Central) nach Argyle (heute Mong Kok) an die Tsuen Wan Line übertragen. Damit war nun Waterloo (heute Yau Ma Tei) die neue Endstation der Kwun Tong Line. Sowohl Argyle wie auch Prince Edward hatten nun die Funktion einer Umsteigestation. Dieser Wechsel geschah, weil die Planer davon ausgingen, dass das Passagieraufkommen auf der Tsuen Wan Line größer sein würde als auf der Kwun Tong Line. Nach 1998 hat sich jedoch ein großer Teil des Verkehrs nordwestlich von Lai King auf die neue Tung Chung Line verlagert.
Die geplante Station Tsuen Wan West wurde trotz bereits getätigter Landkäufe bis heute nicht gebaut. Das Gelände wird heute teilweise von der West Rail-Strecke der Kowloon Canton Railway Corporation verwendet.

### Island Line

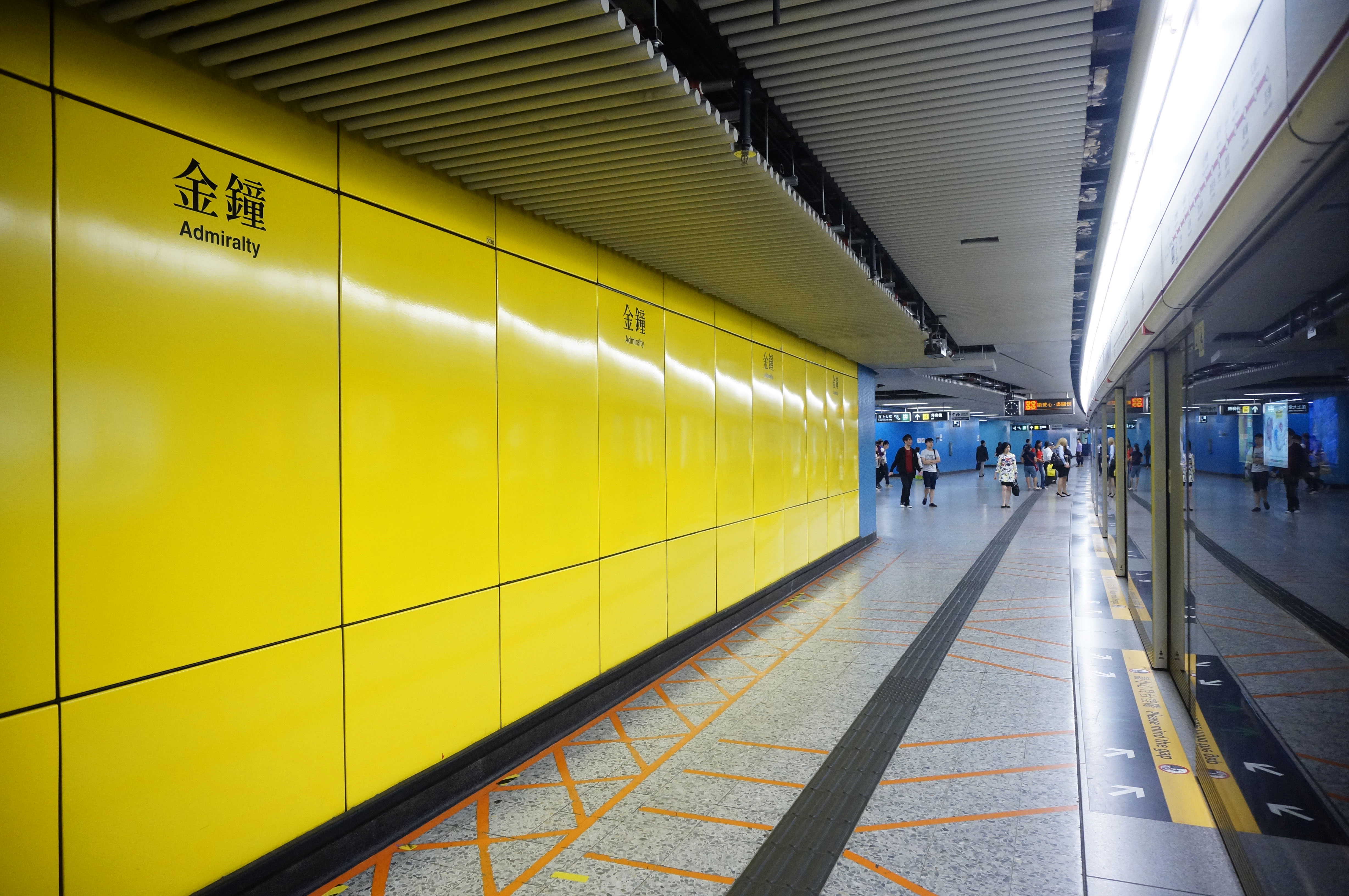
Station Admiralty

Die behördliche Genehmigung für den Bau der Island Line erfolgte im Dezember 1980, und die Bauarbeiten begannen im Oktober 1981. Der Abschnitt zwischen Admiralty und Chai Wan wurde am 31. Mai 1985 eröffnet; an den Stationen Admiralty und Central konnte nun zur Tsuen Wan Line umgestiegen werden. Die Verlängerung nach Sheung Wan erfolgte am 23. Mai 1986. Der Bau dieses Abschnittes hatte sich um ein Jahr verzögert, weil zuerst Regierungsgebäude über der geplanten Station abgerissen werden mussten.

### Verlängerung unter dem östlichen Hafenbecken
1984 genehmigte die Regierung den Bau des Eastern Harbour-Tunnels, einem kombinierten Kfz- und U-Bahn-Tunnel unter dem östlichen Teil des Victoria Harbours. Die Kwun Tong Line wurde von Kwun Tong in Kowloon nach Quarry Bay auf der Insel Hongkong verlängert. Dadurch entstand eine neue Umsteigemöglichkeit im östlichen Bereich der Island Line. Die Verlängerung wurde am 5. August 1989 in Betrieb genommen; am 1. Oktober 1989 folgte eine Zwischenstation bei Lam Tin.

### Airport Express und Tung Chung Line

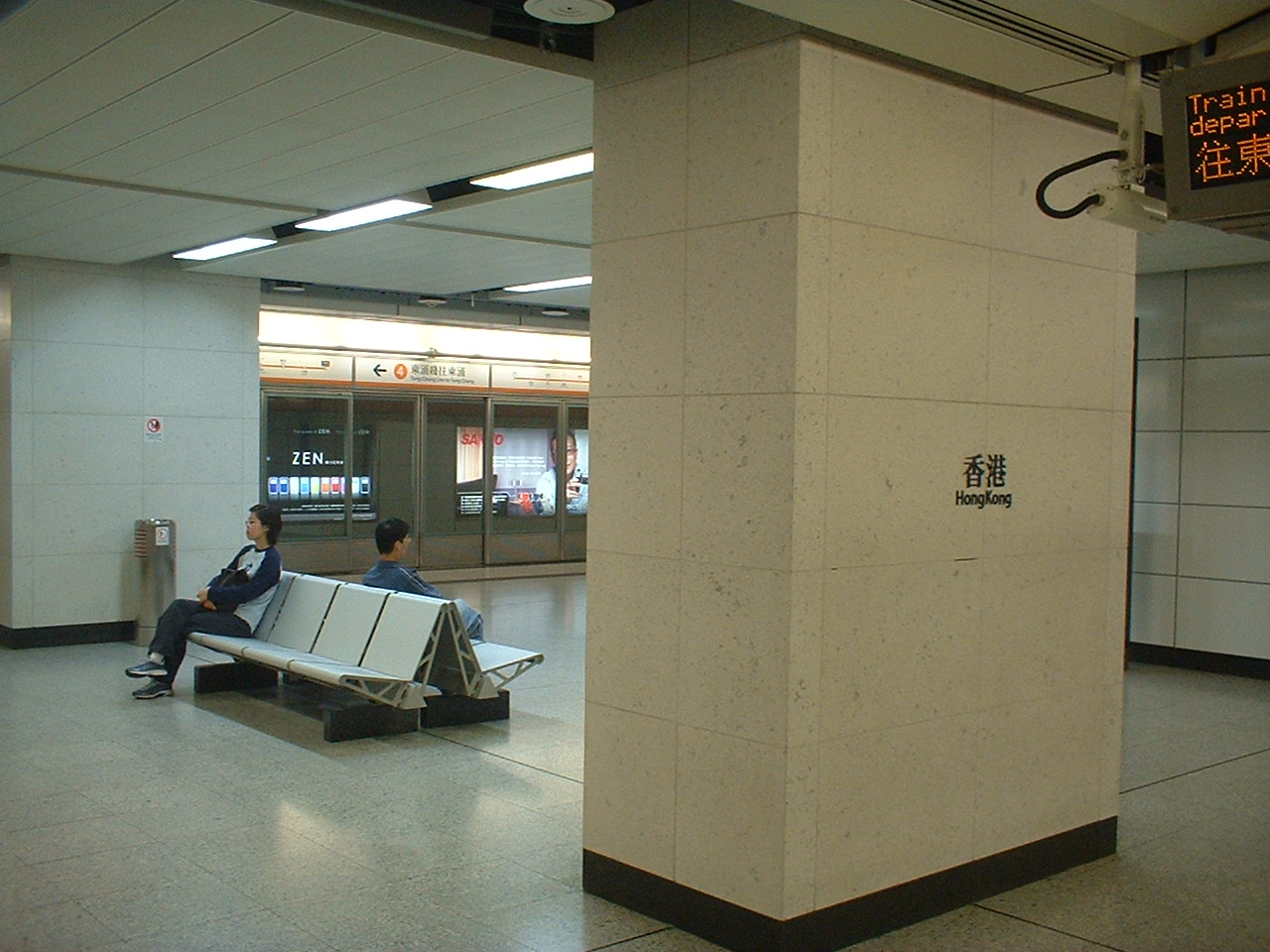
Station Hong Kong

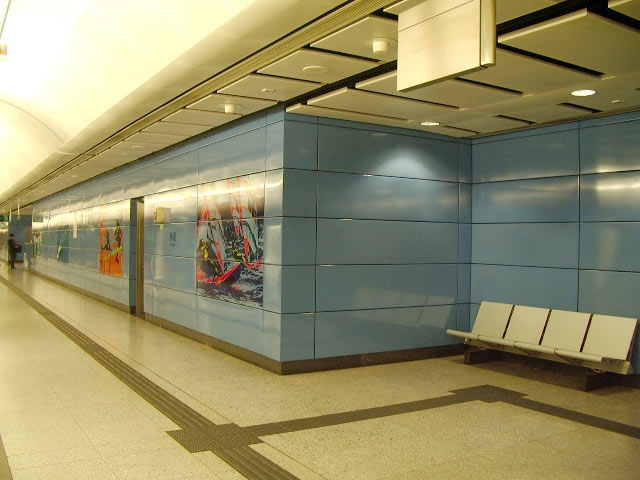
Station Olympic

Im Oktober 1989 wurde der Beschluss gefasst, auf Chek Lap Kok bei Lantau Island einen neuen internationalen Flughafen zu bauen, der den überlasteten Flughafen Kai Tak ersetzen sollte. Die Regierung beauftragte die MTR mit dem Bau einer Eisenbahnverbindung, damals noch unter der Bezeichnung Lantau Airport Railway.
Doch die Bauarbeiten begannen erst im November 1994, nachdem die Volksrepublik China und Großbritannien sich auf die Finanzierungsart geeinigt hatten. Weil der neue Flughafen ohne Bahnverbindung nicht eigenwirtschaftlich hätte betrieben werden können, wurden beide Projekte gemeinsam finanziert. Die MTR beteiligte sich zur Hälfte an den Baukosten der Bahnlinie und erhielt im Gegenzug die Erlaubnis, bei den neuen Stationen große Überbauungen zu verwirklichen.
Der Betrieb des Airport Express konnte am 6. Juli 1998 aufgenommen werden, gleichzeitig mit dem neuen Flughafen. Die Tung Chung Line für den lokalen Verkehr in Kowloon und auf Lantau war bereits am 21. Juni durch Chief Executive Tung Chee-hwa eröffnet worden.

### Entlastung der Station Quarry Bay
Dieses Projekt beinhaltete die Verlängerung der Kwun Tong Line auf der Insel Hongkong von Quarry Bay nach North Point. Es war nötig geworden, weil sich die Fahrgäste zunehmend über die Überfüllung der Stationen Quarry Bay beschwerten, wie auch über den langen Fußmarsch beim Umsteigen zwischen der Kwun Tong Line und der Island Line. Die Bauarbeiten begannen im September 1997 und konnten im September 2001 abgeschlossen werden.

### Tseung Kwan O Line

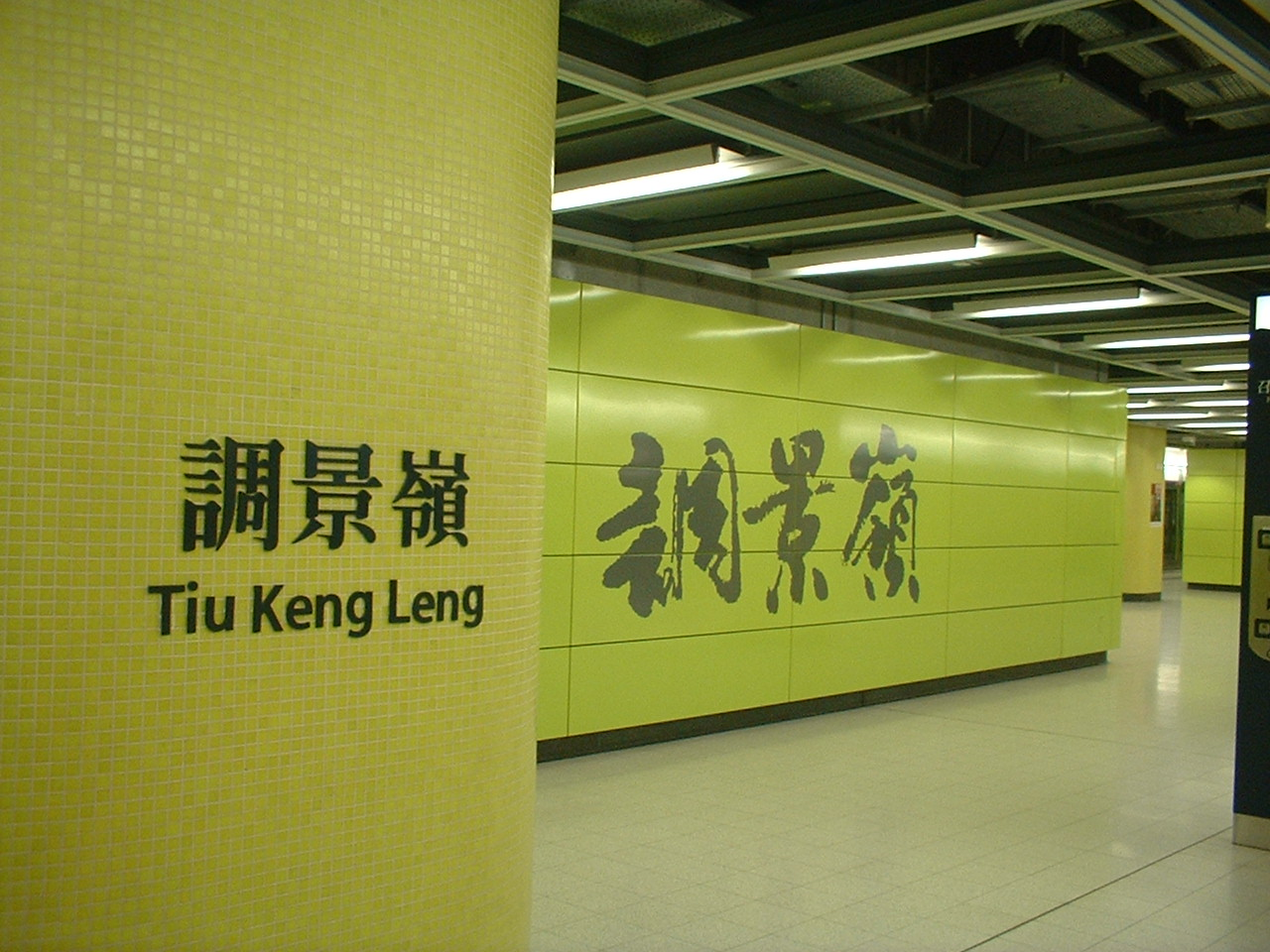
Station Tiu Keng Leng

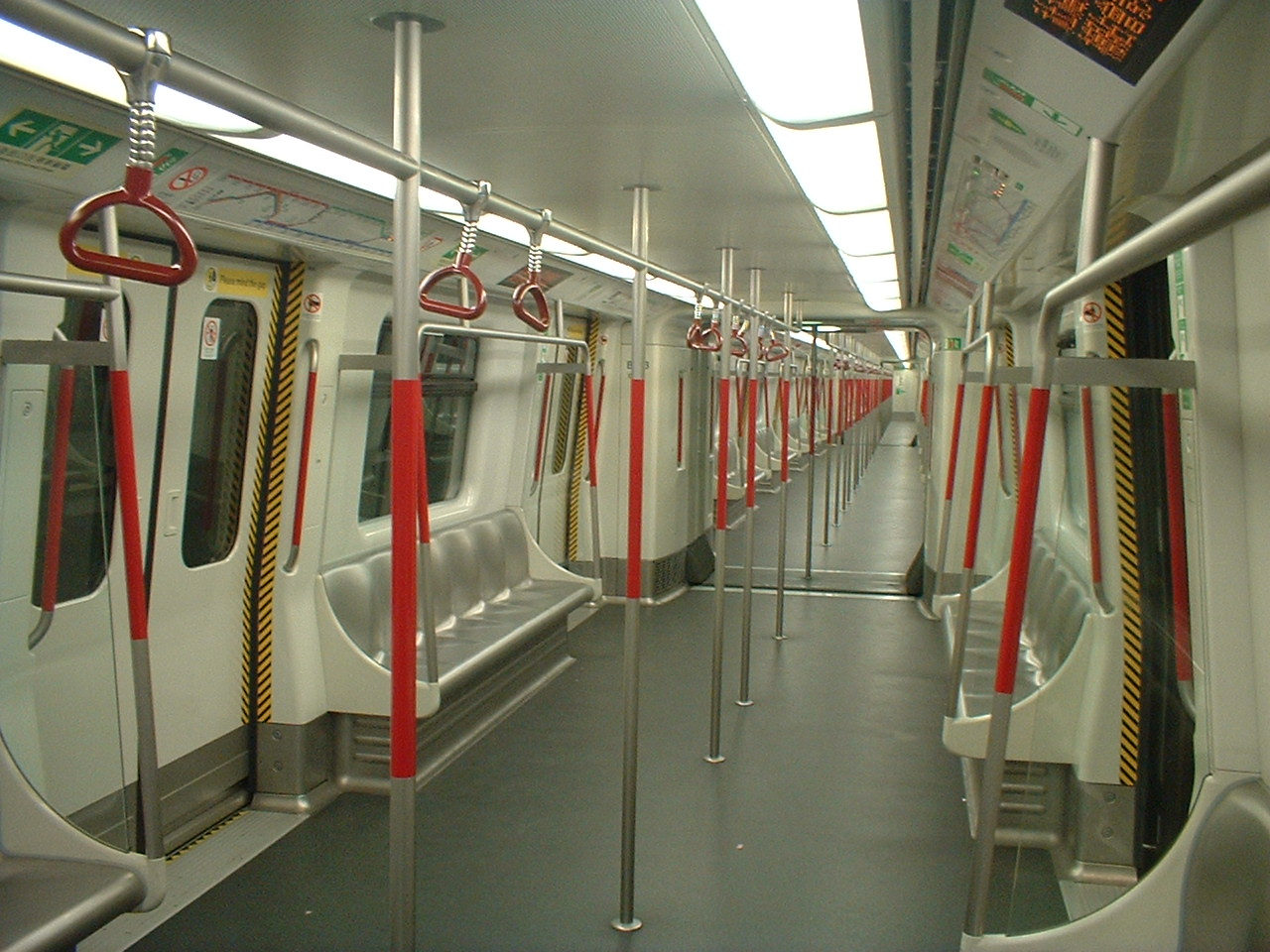
Zugtyp K

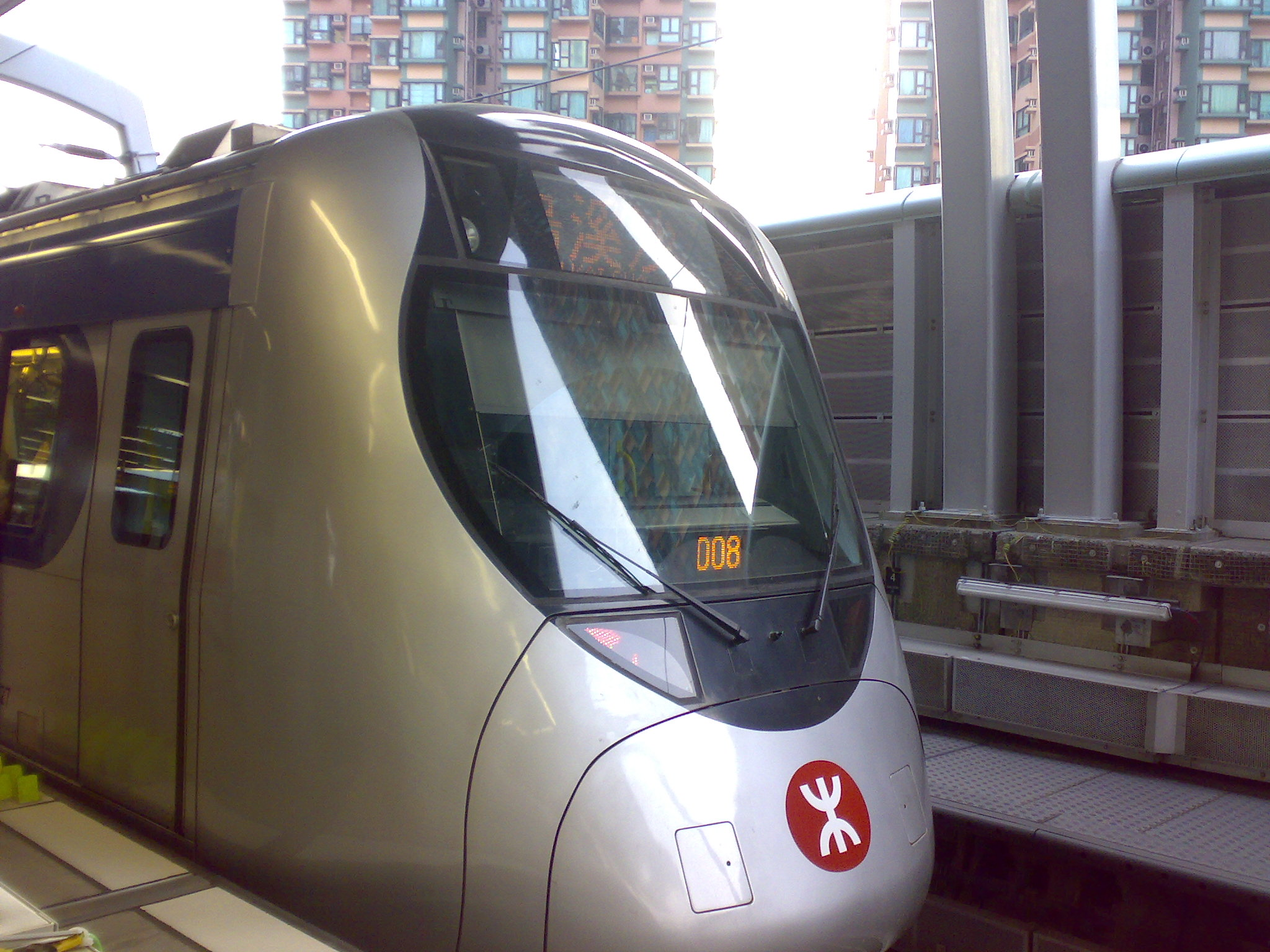
Zugtyp SP1950

Der Bau der Tseung Kwan O Line wurde am 18. August 1998 genehmigt, die Bauarbeiten begannen am 24. April 1999. Die neue Linie, die von Po Lam nach North Point führt, wurde am 18. August 2002 dem Verkehr übergeben. Die Kwun Tong Line wurde gleichzeitig zur Station Tiu Keng Leng umgeleitet, weil die neue Linie den bereits bestehenden Abschnitt unter dem Hafenbecken hindurch zur Insel Hongkong übernahm. Die Tseung Kwan O Line ist teilweise privat finanziert worden, da sie die Erschließung eines bisher unterentwickelten Gebietes ermöglichte und zum Bau eines neuen Wohn- und Geschäftsviertels führte.

### Erweiterungen
Das MTR-System wurde seit dem Zusammenschluss mehrfach erweitert. Relevante Projekte sind die LOHAS Park Spur Line (2009), die Kowloon Southern Link (2009), die West Island Line (2014), die Kwun Tong Line Extension (2016) und die South Island Line (2016).
Die LOHAS Park Spur Line ist eine Erweiterung der Tseung Kwan O Line, die nach der Tseung Kwan O-Station abzweigt. Sie dient der neuen Wohnsiedlung von LOHAS Park (ehemals „Dream City“), einem 330.000 m² großen Grundstück mit fünfzig Wohntürmen. Das Projekt gliedert sich in 9 bis 13 Phasen und ist ab 2016 etwa zur Hälfte abgeschlossen. Diese Hochhäuser befinden sich über der LOHAS Park Station, die am 26. Juli 2009 eröffnet wurde.
Die West Island Line, die am 21. Januar 2003 erstmals der Regierung vorgelegt wurde, ist eine Erweiterung der Island Line. Sie dient dem westlichen Bezirk von Hong Kong Island. Der Bau der West Island Line begann am 10. August 2009. Die Stationen Kennedy Town und HKU wurden am 28. Dezember 2014 eröffnet. Die Station Sai Ying Pun wurde aufgrund von Bauverzögerungen später, am 29. März 2015, eröffnet.
Ein Vorschlag, die bestehende Kwun Tong Line auf Whampoa Garden auszudehnen, wurde im April 2006 gemacht und im März 2008 als Teil des Angebots für die Sha Tin to Central Link genehmigt. Zwei neue Stationen in Whampoa und Ho Man Tin wurden am 23. Oktober 2016 eröffnet.
Die South Island Line wurde am 28. Dezember 2016 zwischen Admiralty und South Horizons eröffnet und verbindet den Südbezirk zum ersten Mal mit der MTR. Mit der Eröffnung der South Island Line werden alle 18 Distrikte Hongkongs von der MTR bedient.

### Proteste in Hong Kong
Am 21. Juli 2019 betraten Hunderte weiß gekleideter Mobs mit Holzstöcken und Metallrohren die Yuen Long der MTR und griffen wahllos Menschen an. Es wird weitgehend angenommen, dass der Angriff von pro-Pekinger bezahlten Schlägern durchgeführt wurde. Eine schwangere Frau wurde verletzt auf dem Boden liegend aufgefunden, und Journalisten wurden ebenfalls angegriffen. Der Mob betrat das kostenpflichtige Gebiet und griff Pendler an Bord eines Zuges an, der nicht abfahren konnte. Über 40 Menschen wurden ins Krankenhaus eingeliefert. Nach dem Vorfall wurde der pro-Pekinger Gesetzgeber Junius Ho beschuldigt, den Angriff unterstützt zu haben.
Am 31. August 2019 betraten Beamte der Sondertaktik der Hongkonger Polizei während eines Protests die Prince Edward und griffen Personen im Inneren an. In geschlossenen Räumen, auch in den Zügen selbst, wurde von der Polizei Tränengas abgefeuert. Unschuldige Passagiere wurden bei der Operation erwischt, und es wurde allgemein als brutaler Versuch angesehen, die Proteste zu stoppen. Es gab unbestätigte Gerüchte über verdächtige Todesfälle durch die Polizei, nachdem Unstimmigkeiten hinsichtlich der Anzahl der Verletzungen infolge der Operation zutage getreten waren.

### COVID-19
Nach den Protesten und inmitten der COVID-19-Pandemie wurde am 14. Februar 2020 der erste Abschnitt der „Tuen Ma Line“, einer Verlängerung der ehemaligen Ma On Shan Line, die Tai Wai über Hin Keng und Diamond Hill mit der Station Kai Tak verbindet, eröffnet. Der zweite und letzte Abschnitt der Linie wurde am 27. Juni 2021 fertiggestellt und eröffnet und verbindet die zuvor eröffnete Phase Eins der Tuen Ma Line mit der West Rail Line, die vom Bahnhof Kai Tak zum Bahnhof Hung Hom führt.
Eine Verlängerung der East Rail Line, Phase zwei des Sha Tin to Central Link (SCL) vom Bahnhof Hung Hom zum Bahnhof Admiralty über den Victoria Harbour wurde fertiggestellt und am 15. Mai 2022 eröffnet. Im Exhibition Centre wurde eine Zwischenstation eröffnet.

## Zukunft

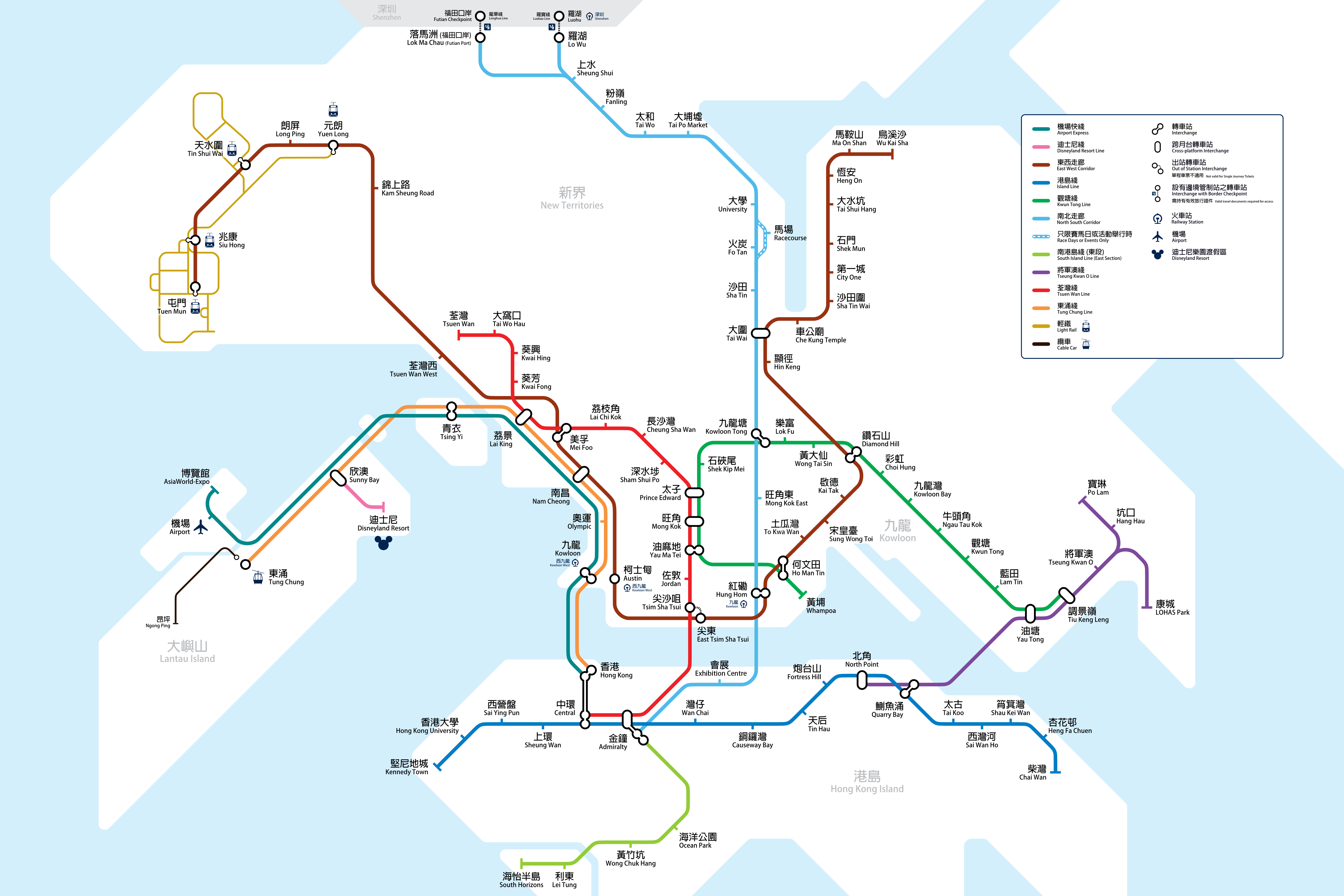
Die zukünftige MTR-Karte bis 2026

- Die Tuen Ma-Linie wird bis zum Südbahnhof von Tuen Mun verlängert, der Tuen Mun South bedient.
- Die North Island Line ist eine geplante Erweiterung der Tseung Kwan O-Linie, die an der künftigen Tamar mit der Tung Chung Line ausgetauscht wird. Es wird den Verkehr im nördlichen Teil von Hong Kong Island lindern. Es werden drei neue Stationen entstehen: Tamar, Exhibition Centre (das als Austausch zwischen der North Island Line und dem Nord-Süd-Korridor dient) und Causeway Bay North. Die Bauarbeiten werden voraussichtlich 2021 beginnen und 2026 abgeschlossen sein. Die Kosten für 2013 werden auf HK $ 20 Milliarden geschätzt.
- Die South Island Line (West) war Teil desselben ursprünglichen Vorschlags wie die South Island Line und sollte HKU mit Wong Chuk Hang an der Westküste von Hong Kong Island verbinden. Der Bau wurde jedoch erst 2019 begonnen.
- Die Nordverbindung ist eine vorgeschlagene neue Linie, die die Tuen Ma Line mit der Lok Ma Chau Spur-Linie der East Rail-Linie verbindet. Es hat auch Au Tau, Ngau Tam Mei und San Tin, eine künftige Umsteigestation zwischen der East Rail-Linie und der Northern Link, Kwu Tung, die als Endstation für die Northern Link fungieren wird.
- Die East Kowloon Line würde das Gebiet von East Kowloon über das hügelige Wohngebiet Sau Mau Ping nach Tseung Kwan O New Town bedienen.

## Fahrpreise und -zeiten
Es wird zwischen Erwachsenentarif und ermäßigtem Tarif unterschieden. Der ermäßigte Fahrpreis gilt für Kinder unter 12 Jahren oder Personen, die älter als 65 Jahre sind, sowie für Vollzeit-Studenten und Schüler im Alter von 12 bis 25 Jahren.
Die Höhe des Standard-Fahrpreises ergibt sich aus der gefahrenen Strecke und reicht von 4 Hongkong-Dollar (HKD) bis 26 HKD. Ermäßigte Tarife betragen üblicherweise die Hälfte davon, d. h., es besteht eine Preisspanne zwischen 2 HKD und 13 HKD.
Eine Ausnahme gilt für den Airport-Express vom Flughafen zur Endstation auf Hong Kong Island (Central). Für diese Strecke kostet eine einfache Fahrt 100 HKD (50 HKD ermäßigt).
Einwohner ab 60 Jahren können die MTR für 2 HKD (etwa 23 Cent) pro Fahrt benutzen. Ausgenommen von dieser Regelung sind die Nutzung des Erste-Klasse-Abteils in den Linien der MTR und auf der Linie des Airport Expresses sowie auf der East Rail Line zu den Haltestellen Lo Wu, Lok Ma Chau und Racecourse.
Es gibt drei Arten, den Fahrpreis zu bezahlen: Octopus-Karte, Einzelfahrkarte und Tourist-Pass, der als Tageskarte für die MTR fungiert. Bei Benutzung der Octopus-Karte ergeben sich gesonderte Nachlässe zum Fahrpreis.
Die U-Bahn-Züge verkehren täglich (je nach Lage der Haltestelle) von ca. 6 Uhr bis 1 Uhr nachts und haben eine Fahrtenhäufigkeit von vier Minuten zu normalen Tageszeiten bis zu zwei Minuten in den Hauptverkehrszeiten.